# Аргірестіїди
Аргірестієві або Аргірестіїди (Argyresthiidae) — родина лускокрилих комах. Раніше вважалася підродиною горностаєвих молей (Yponomeutidae).

## Поширення

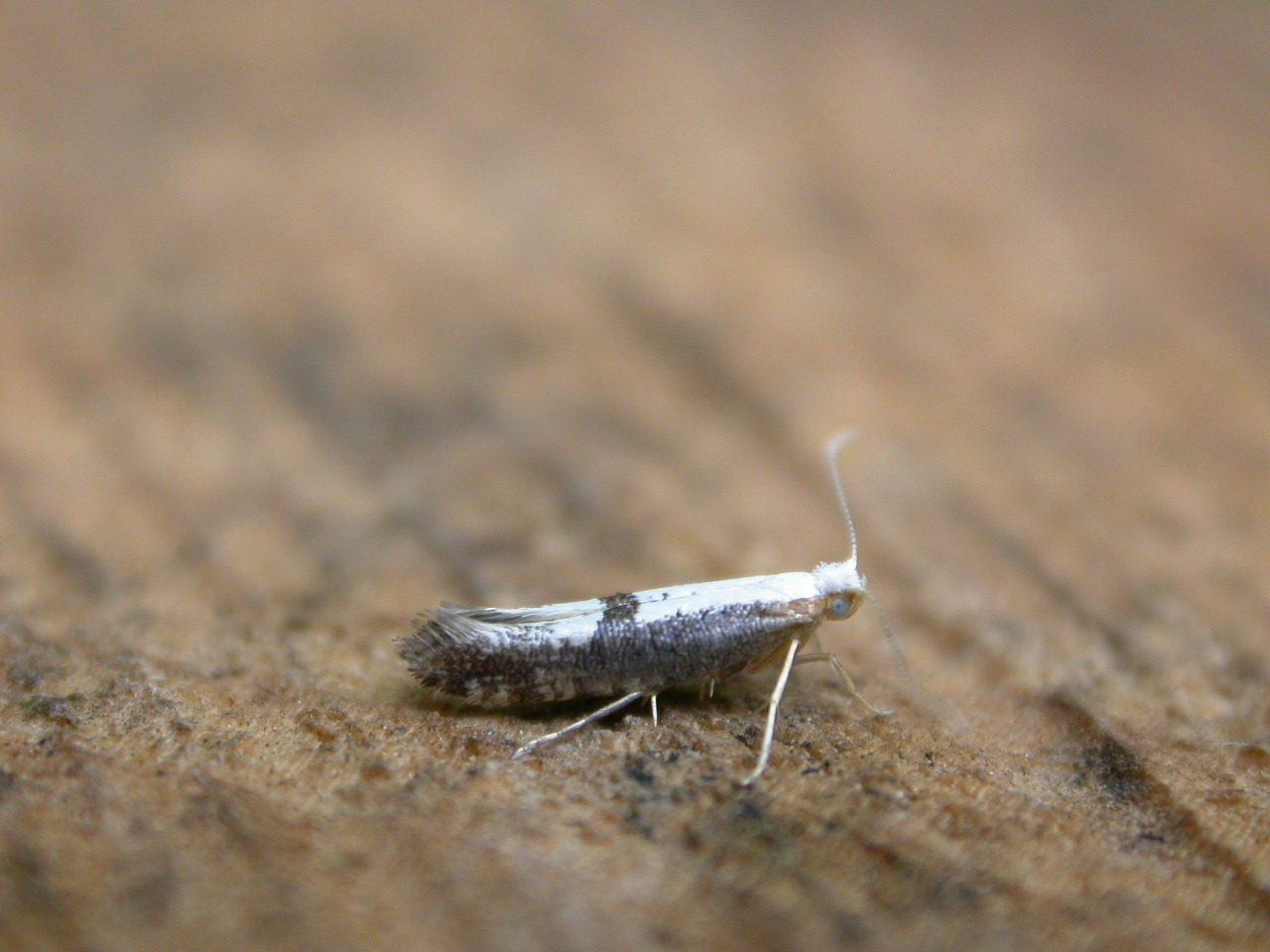
Argyresthia semifusca

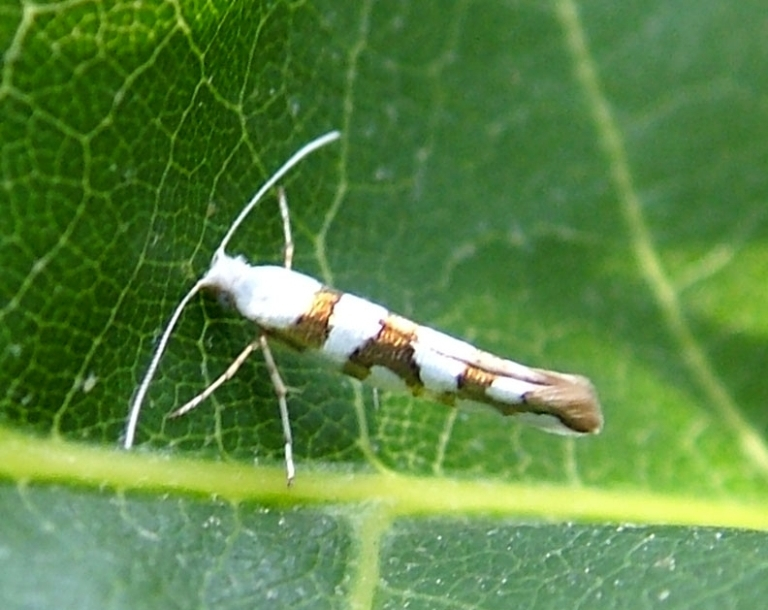
Argyresthia laevigatella

В Україні трапляється 19 видів аргірестіїд:
- Argyresthia albistria (Haworth, 1828)
- Argyresthia bonnetella (Linnaeus, 1758)
- Argyresthia brockeella (Hübner, 1813)
- Argyresthia conjugella Zeller, 1839
- Argyresthia curvella (Linnaeus, 1761)
- Argyresthia fundella (Fischer von Röslerstamm, 1835)
- Argyresthia goedartella (Linnaeus, 1758)
- Argyresthia ivella (Haworth, 1828)
- Argyresthia pruniella (Clerck, 1759)
- Argyresthia pygmaeella (Denis & Schiffermüller, 1775)
- Argyresthia retinella Zeller, 1839
- Argyresthia semifusca (Haworth, 1828)
- Argyresthia sorbiella (Treitschke, 1833)
- Argyresthia spinosella Stainton, 1849
- Argyresthia bergiella (Ratzeburg, 1840)
- Argyresthia glabratella (Zeller, 1847)
- Argyresthia illuminatella Zeller, 1839
- Argyresthia laevigatella Herrich-Schäffer, 1855
- Argyresthia praecocella Zeller, 1839

## Опис
Дрібні метелики, з розмахом крил 6-15 мм. Голова з щільно прилеглими лусочками на лобі і у вигляді пучка на потилиці. Віка відсутні. Вусики ниткоподібні, вкриті світлими віями, сягаю понад половину довжини переднього крила. Передні крила ланцетоподібні, їх довжина перевищує ширину більш ніж втричі. Яйцеклад добре виражений.

## Спосіб життя
Метелики в стані спокою сидять похило до субстрату, так що кінець черевної спрямований вгору. Гусениці живуть в павутинних гніздах всередині бруньок, квітів, плодів, пагонів, під корою, в стеблах і на листі кормових рослин. Лялечка більшості видів з щетиною на кремастрі. Ряд видів — шкідники дерев та чагарників, в тому числі плодових культур. Яйця відкладають на кору кормових рослин.

## Роди
- Argyresthia Hübner, [1825]
- Eucalliathla Clarke, 1967
- Paraargyresthia Moriuti, 1969